# Isa ibn Nasturus
Isa ibn Nasturus ibn Surus († Januar/Februar 997 in Kairo) war von 994 bis 996 der Chefminister des Fatimidenkalifs al-Aziz.
Ibn Nasturus war ein koptischer Christ und begann seine Laufbahn als Mitglied eines Steuerpächterkonsortiums, welches nach dem Tod des Wesirs Yaqub ibn Killis im Jahr 991 von al-Aziz mit der Leitung der Staatsgeschäfte betraut wurde. Innerhalb dieses Gremiums scheint er aufgrund seiner Fachkompetenz schnell die führende Autorität geworden zu sein. Im Oktober/November 994 wurde ihm schließlich die alleine Aufsicht über alle Ministerien anvertraut. Obwohl diese Stellung der eines Wesirs entsprach, hatte er allerdings nicht den entsprechenden Titel dazu erhalten, den al-Aziz in Erinnerung an seinen Freund Ibn Killis nicht mehr verleihen wollte. Die Ernennung des Ibn Nasturus zum Chefminister, in der sich der wachsende Einfluss der christlichen und auch jüdischen Beamtenschaft im Staat ausdrückte, hatte den Unmut in den führenden Kreisen der Muslime provoziert. Die unter seiner Ägide gestiegene Effizienz des Staates bei der Steuererhebung hatte ihr übriges dazu getan, ihn in unter den einfachen Bevölkerungskreisen unbeliebt zu machen. Nachdem sich die Beschwerden gegen Ibn Nasturus aufgrund dessen angeblicher Begünstigung von Christen und Juden gemehrt hatten, ließ al-Aziz ihn und alle anderen christlichen und jüdischen Beamten in einen Kerker werfen. Doch Ibn Nasturus wehrte sich gegen diese Behandlung und appellierte unterstützt von der ihm gesinnten Prinzessin Sitt al-Mulk an den Kalif, indem er ihn an seine bis dato praktizierte Ergebenheit erinnerte und diese durch die Zahlung eines Salärs aus 300.000 Dinar aus privater Tasche in die Staatskasse demonstrierte. Daraufhin nahm der Kalif seinen Minister und alle anderen Beamte wieder in seiner Gnade auf und setzte sie wieder in ihre Posten ein.
Im Jahr 996 kam es in Kairo zu pogromartigen Unruhen, die gegen die christliche Gemeinde gerichtet waren, die mehr als hundert Menschen das Leben kosteten. Ibn Nasturus schlug den Aufruhr mit strenger Autorität nieder und bestrafte einige der Rädelsführer, womit er sich allerdings unter den Muslimen noch unbeliebter machte. Als noch am 13. Oktober desselben Jahres der Kalif verstarb, bedeutete dies auch das Ende des Ministers. Im Namen des unmündigen neuen Kalifen al-Hakim übernahm nun der Befehlshaber der Kutama-Truppen Ibn Ammar staatsstreichartig die Macht, zu dessen ersten Maßnahmen die Hinrichtung des Ibn Nasturus in den ersten Wochen des Jahres 997 zählte.